# نقاشی هندی
نقاشی هندی دارای سنت و تاریخ بسیار طولانی در میان هنر هندی‌ها است؛ با این حال، به دلیل شرایط آب و هوایی هندوستان، نمونه‌های اولیه کمی از نقاشی‌های این تمدن باقی مانده‌است. اولین نقاشی‌های هندی، نقاشی‌های صخره‌نگاره‌های دوران ماقبل تاریخ بودند، مانند سنگ نگاره‌هایی که در پناهگاه‌های صخره‌ای بهیمبتکا کشف شده‌است. برخی از نقاشی‌های صخره‌ای عصر حجر که در میان پناهگاه‌های صخره‌ای بهیمبتکا یافت شده‌اند، تقریباً ۱۰۰۰۰ سال قدمت دارند.
در ادبیات باستانی ادیان هندو و بودایی به کاخ‌ها و دیگر ساختمان‌های تزئین‌شده با نقاشی (چیترا) اشاره شده‌است، اما نقاشی‌های غارهای آجانتا از معدود موارد باقی مانده‌اند و مهم‌ترین آثار باستانی هندوستان به‌شمار می‌روند. احتمالاً در این دوره نقاشی‌هایی با مقیاس کوچک‌تر در نسخه‌های خطی نیز انجام می‌شد، اگرچه اولین آثار باقی‌مانده مربوط به دوره قرون وسطی است. سبک جدیدی در عصر گورکانیان به عنوان تلفیقی از مینیاتور ایرانی با سنت‌های قدیمی‌تر هند پدیدار شد و از قرن هفدهم میلادی این سبک در سراسر دربارهای دودمان‌های هندی، از مذاهب مختلف، ترویج یافت و هر یک از این دربارها سبک محلی مخصوص خودشان را توسعه دادند. واپسین این سبک‌ها نقاشی‌های کمپانی است که برای مشتریان بریتانیایی تحت حکومت راج بریتانیا ایجاد شد و از قرن نوزدهم در مدارس هنری و در راستای سیاست‌های غربی توسعه یافت. این مسیر منجر به نقاشی مدرن هندی شد که به‌طور فزاینده ای به ریشه‌های هندی وفادار است.
نقاشی‌های هندی را می‌توان به دسته‌های نقاشی‌های دیواری، نگارگری‌ها و نقاشی روی پارچه تقسیم کرد. نقاشی‌های دیواری (مورال) آثار بزرگی هستند که روی دیوارهای سازه‌ها ترسیم می‌شدند، مانند غارهای آجانتا و معبد کایلشنات. نقاشی‌های مینیاتوری در مقیاس بسیار کوچک‌تری، درون کتاب یا گلشن (آلبوم) نقاشی می‌شدند و بر روی مواد فاسد شدنی مانند کاغذ و پارچه شکل می‌گرفتند. آثاری از نقاشی‌های دیواری، با تکنیک‌های فرسکو، در تعدادی از مکان‌ها با معماری صخره‌ای هندی باقی مانده‌است که حداقل به ۲۰۰۰ سال قبل بازمی‌گردد، اما بقایای قرن اول و پنجم میلادی در غارهای آجانتا مهم‌ترین آنها هستند.
نقاشی‌های روی پارچه در زمینه‌ای محبوب‌تر، بیشتر به صورت هنر محلی ترسیم می‌شدند، برای مثال خوانندگان دوره‌گرد شعرهای حماسی، مانند بوپاهای راجستان و چیتراکاتی در جاهای دیگر، چنین نقاشی‌هایی می‌کشیدند تا به زائران اماکن مقدس به عنوان سوغاتی بفروشند. تعداد بسیار کمی از این طیف از آثار به بیشتر از ۲۰۰ سال قدمت می‌رسند، اما به نظر می‌رسد که این سنت بسیار قدیمی‌تر باشد. برخی از سنت‌های منطقه‌ای اینچنینی هنوز در حال تولید آثار هستند.

## تاریخچه نقاشی هند

### هنر صخره ای ماقبل تاریخ
نقاشی‌های پیش از تاریخ عموماً بر روی صخره‌ها کشیده می‌شدند و به این حکاکی‌ها سنگ‌نگاره می‌گویند. این نقاشی‌ها عموماً حیواناتی اعم از گاومیش کوهان‌دار، خرس، ببر و غیره را به تصویر می‌کشند قدیمی‌ترین نقاشی‌های هندی سنگ‌نگاره مربوط به حدود ۳۰۰۰۰ سال پیش است که در غارهای بهیمبتکا وجود دارد.

### نقاشی‌های دیواری (مورال)

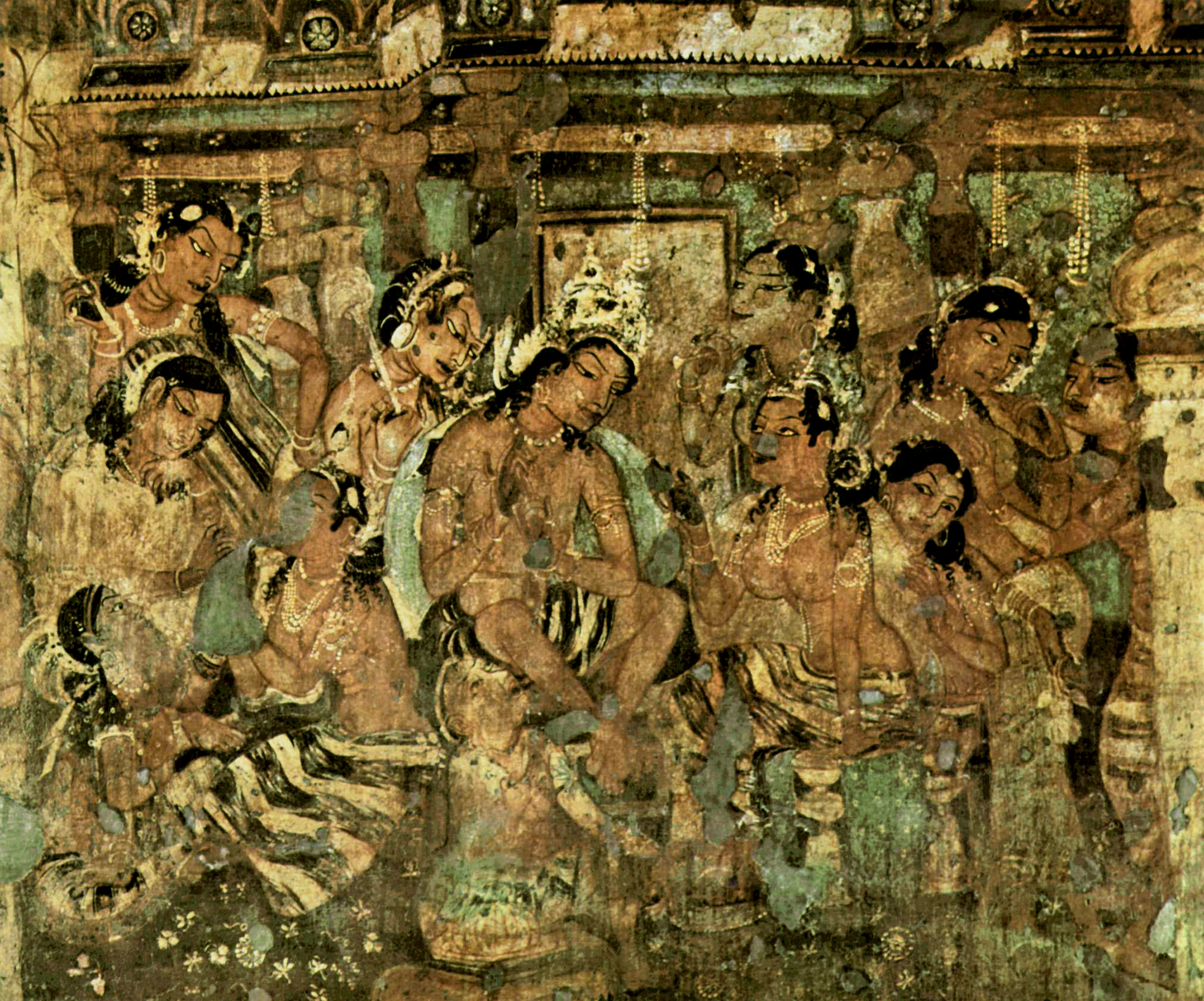
نقاشی دیواری که صحنه ای از Mahajanaka Jataka را در غار شماره یک Ajanta به تصویر می‌کشد.

تاریخ نقاشی‌های دیواری هند در دوران باستان و اوایل قرون وسطی، از قرن دوم قبل از میلاد تا قرن هشتم الی دهم پس از میلاد، امتداد دارد. بیش از ۲۰ مکان در سرزمین هند هست که نقاشی‌های دیواری مربوط به این دوره، عمدتاً درون غارهای طبیعی و اتاق‌های سنگ‌تراشی شده، دارند. اینها شامل غارهای آجانتا، باغ، سیتاناواسال، آرممالای (تامیل نادو)، معبد کایلاساناتا در غارهای الورا، رامگار و سیتابینجی هستند.
نقاشی‌های دیواری این دوره عمدتاً مضامین مذهبی ادیان بودایی، جین و هندو را به تصویر می‌کشیدند. اگرچه مکان‌هایی نیز وجود دارد که نقاشی‌های سکولار و غیرمذهبی در آن‌ها مشاهده می‌شود. همچون قدیمی‌ترین غار نقاشی شده و تئاتر شناخته شده در چاتیسگر - جوگیمارا و سیتابنگا - که مربوط به قرن سوم تا یکم قبل از میلاد است.

### نقاشی‌های مینیاتوری قبل از قرن یازدهم
آثار اولیه نقاشی‌های هندی که قابل حمل باشند، اکثراً از نوع مینیاتورهایی بودند که بر اساس متون کشیده می‌شدند و برخی نقاشی‌ها بر روی اشیائی مثل جعبه هم موجودست. هیچ شواهدی از نقاشی روی پارچه در دوره‌های مقدم وجود ندارد و تنها برخی نقاشی‌های بودایی در تبت یا آسیای مرکزی به این سبک ترسیم می‌شدند. برخی از تصاویری که سر اورل استاین در خارج از هند به دست آورد، نقاشی‌های هندی است که بیشتر آن‌ها بودایی و برخی‌شان از خدایان هندو مانند گانشا و شیوا هستند. به گفته بلورتن، چنین نقاشی‌های اولیه عمدتاً به دلیل آب و هوای مرطوب هند و همچنین به دلیل این که حاکمان مسلمان آنان را مظهر بت‌پرستی می‌دانستند، در قرن‌های بعد از بین رفت و باقی نماند.

#### شرق هند
در شرق هند، مراکز اصلی فعالیت‌های هنری و فکری دین بودایی نالاندا، اودانتاپوری، ویکرامشیلا و سومارپورا واقع در پادشاهی پالا (بنگال و بیهار امروزی) بودند. نقاشی مینیاتوری این منطقه از قرن دهم باقی مانده‌است. این مینیاتورها که خدایان بودایی و صحنه‌هایی از زندگی بودا را به تصویر می‌کشند روی نسخه‌های خطی از جنس برگ خرما (حدود ۲٫۲۵ در ۳). اینچ) و با جلدی چوبی نقاشی شده‌اند. رایج‌ترین نسخه‌های خطی مصور بودایی شامل متون Astasahasrika Prajnaparamita , Pancharaksa , Karandavyuha و Kalachakra Tantra است. قدیمی‌ترین مینیاتورهای موجود در نسخه خطی فراسوی زندگی به تاریخ ششمین سال سلطنت ماهیپالا (حدود ۹۹۳ میلادی) ثبت شده‌است که در حال حاضر در اختیار انجمن آسیایی در کلکته است. این سبک اواخر قرن دوازدهم در هند ناپدید شد.
تأثیر نقاشی‌های شرق هند را می‌توان در معابد مختلف بودایی در باگان، میانمار، به ویژه معبد آبیاداد که به نام همسر ملکه میانمار، احداث شده، و معبد گوبیامگی مشاهده کرد. تأثیر نقاشی‌های شرق هند را می‌توان به وضوح در نقاشی‌های تانگکای تبتی هم مشاهده کرد.

#### غرب هند
نسخه‌های خطی مصور باقی‌مانده از هند غربی، عمدتاً در گجرات از حدود قرن یازدهم میلادی شروع می‌شوند، اما اکثر این آثار متعلق به پس از قرن سیزدهم هستند. نمونه‌های باقی مانده در ابتدا همه به پیروان مذهب جین تعلق دارند. در قرن پانزدهم، آنها با استفاده زیاد از طلا، به‌طور فزاینده‌ای زینتی شدند.
متن دستنویسی که بیش از دیگر کتاب‌ها مصور شده، کالپا سوترا است که شامل زندگینامه تیرتانکاراها، به ویژه پرشواناتا و ماهاویرا، است. تصاویر این کتب به شکل پانل‌های مربعی هستند که در متن، با «طراحی سیمی» و «رنگ درخشان و حتی جواهری» تجمل یافته‌اند. فیگورها همیشه در نمای سه‌چهارم دیده می‌شوند و با «بینی‌های بلند نوک تیز و چشم‌های بیرون زده» متمایز هستند. یک رسم در این سبک وجود دارد که طبق آن، قسمت دورتر صورت بیرون زده ترسیم می‌شود، به طوری که هر دو چشم دیده شوند.

### دوره مدرن اولیه (۱۵۲۶–۱۸۵۷ م)

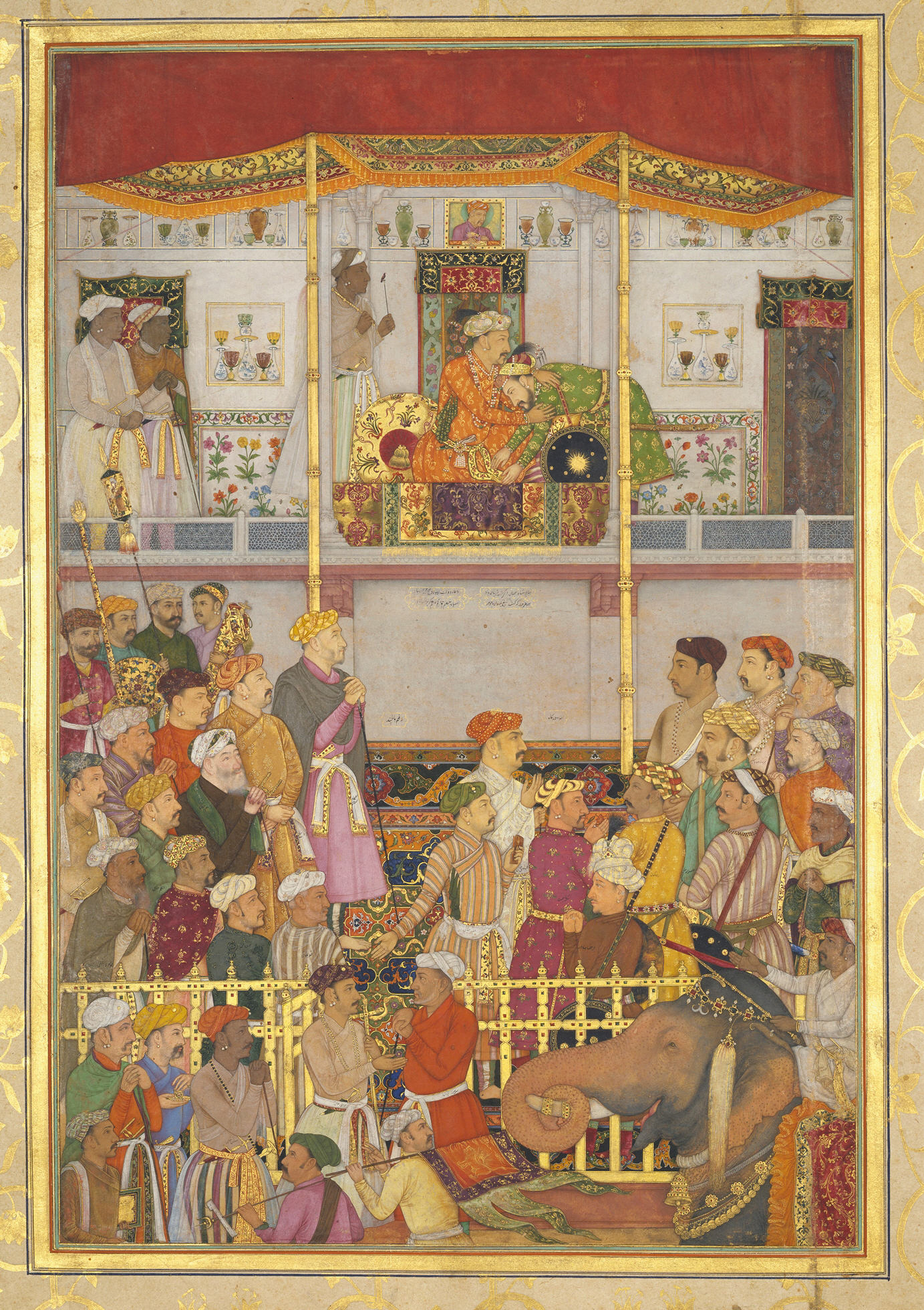
جهانگیر شاهزاده خرم را در بازگشت از لشکرکشی به موار در اجمیر پذیرایی می‌کند. اثر بالچند، ح. ۱۶۳۵ میلادی

#### نقاشی مغول (گورکانی)
نقاشی گورکانی سبکی از نقاشی هندی است که عموماً محدود به تصویرسازی روی کتاب است و در غالب مینیاتور انجام می‌شود و در دوره امپراتوری گورکانیان بین قرن‌های ۱۶ و ۱۹ میلادی ظهور کرد و توسعه یافت. سبک گورکانی به شدت تحت تأثیر مینیاتورهای ایرانی قرار دارد و به نوبه خود بر چندین سبک هندی از جمله سبک‌های نقاشی راجپوت، پاهاری و دکن تأثیر گذاشت.
نقاشی‌های گورکانی ترکیبی منحصر به فرد از سبک‌های هندی، ایرانی و اسلامی بودند. از آنجا که پادشاهان گورکانی به دنبال ثبت بصری اعمال خود به عنوان شکارچی و فاتح بودند، هنرمندانی که نزدشان بودند، در سفرهای نظامی یا مأموریت‌های دولتی شاه را همراهی می‌کردند، تا بتوانند مهارت شاه را در شکار، جنگ، شادی و… به تصویر بکشند.

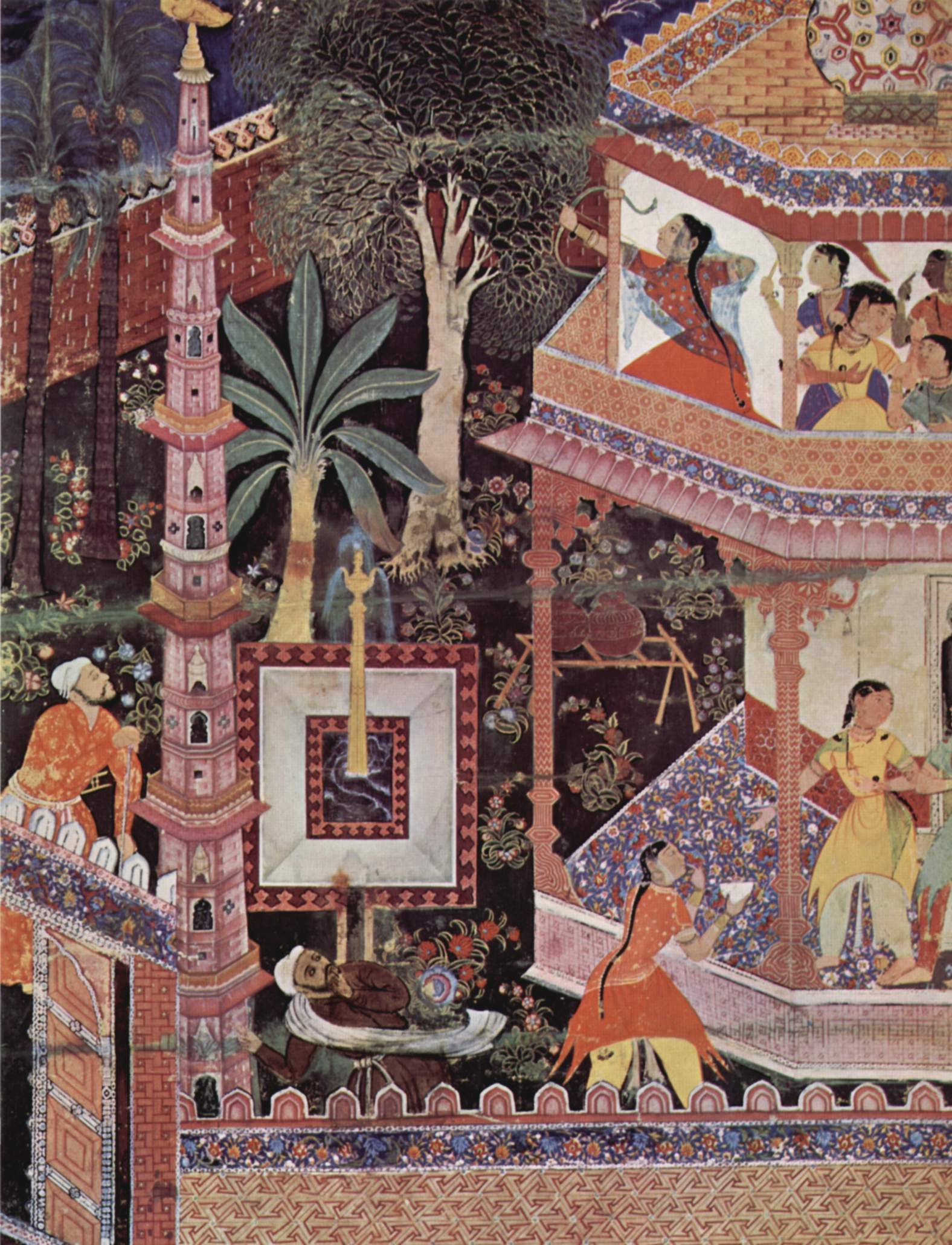
برگه ای از حمزه نامه

دوران سلطنت اکبرشاه (۱۵۵۶–۱۶۰۵) عصر جدیدی از نقاشی مینیاتور هندی را معرفی کرد. پس از این که قدرت سیاسی اکبر بزرگ تثبیت شد، پایتخت جدیدی در فاتح پور سیکری ساخت و در آنجا هنرمندانی از هند و ایران را گرد آورد. او اولین پادشاهی بود که در هند کارگاه نقاشی تأسیس کرد و تحت نظر دو هنرمند چیره‌دست ایرانی به نام‌های میر سیدعلی و عبدالصمد، آن را گسترش داد. پیش از این، هر دوی آنها تحت حمایت همایون شاه در کابل خدمت کرده بودند و هنگامی که همایون در سال ۱۵۵۵ تاج و تخت خود را بازپس گرفت، او را تا هند همراهی کردند. در زمان اکبر بیش از صد نقاش به کار گرفته شدند که بیشتر آنها اهل گجرات، گوالیور و کشمیر بودند و مکتب نقاشی جدیدی را به وجود آوردند که عموماً به نام مکتب نگارگری مُغُل یا گورکانی شناخته می‌شود.
طوطی نامه یک اثر اولیه گورکانی است که اواسط قرن شانزدهم مصور شد و شباهت‌های آن به‌ویژه در چهره‌های زنان با مکتب بومی غرب هند قابل مقایسه است. در حالی که برخی این را مرحله گذار می‌دانند که در آن ویژگی‌های سبکی مدارس بومی هند و سبک ایرانی با هم ترکیب می‌شود، برخی دیگر این را اثر هنرمندانی می‌دانند که در مکتب غرب هند آموزش دیده‌اند و در کارگاه‌های نقاشی اکبر برای تولید آثار هنری خود احتمالاً زیر نظر اساتید ایرانی مشغول به کار شدند.
یکی دیگر از تولیدات اولیه آن مکتب نقاشی مینیاتور، نسخه خطی حمزه نامه اکبر بود که به گفته بدائونی (مورخ درباری) تولید آن در سال ۱۵۶۷ آغاز شد و در سال ۱۵۸۲ تکمیل یافت. حمزه نامه روایت حماسی فارسی امیر حمزه، عموی پیامبر، است که توسط میر سید علی به تصویر کشیده شد. تابلوهای حمزه‌نامه اکبر در ابعاد بزرگ ۲۷*۲۰ و روی پارچه کشیده شده‌اند و به سبک نگارگری صفوی هستند. رنگ‌های درخشان قرمز، آبی و سبز غالب است. صخره‌های صورتی و فرسایش یافته و پوشش گیاهی، چنار و درختان شکوفه آلو و هلو یادآور نقاشی‌های ایرانی هستند. حمزه نامه از نظر سبک با طوطی نامه بسیار متفاوت است. این تفاوت یا به دلیل مجموعه متفاوتی از هنرمندانی بود که به سبک ایرانی آموزش دیده بودند یا به دلیل تغییر آگاهانه به روش آزمون و خطا بوده، به هر صورت، نقاشی گورکانی به سرعت به سبکی روان‌تر و طبیعت‌گرایانه تغییر ماهیت داد که متفاوت از فیگورهای زُمُخت پیشین بود.
پس از او جهانگیر شاه هنرمندان را به نقاشی پرتره و صحنه‌های دربار تشویق کرد. استاد منصور، ابوالحسن و بشنداس بااستعدادترین نقاشان پرتره در دوران جهانگیر بودند.
شاه جهان (حک. ۱۶۲۷–۱۶۵۸) به حمایت از نقاشی ادامه داد. برخی از هنرمندان مشهور این دوره عبارتند از محمد فقیرالله خان، میرهاشم، محمد نادر، بیچیتر، چیترمان، آنوپچهتر، منوهر و هُنهر.
اورنگ‌زیب احتمالاً به دلیل گرایش به اسلام سُنت‌گرا هیچ ذوقی برای هنرهای زیبا نشان نمی‌داد. به دلیل عدم حمایت، هنرمندان به دکن و دربار هندو راجپوتانا مهاجرت کردند و به ایجاد سبک‌های مختص این مراکز همت گذاشتند.

#### نقاشی دکن

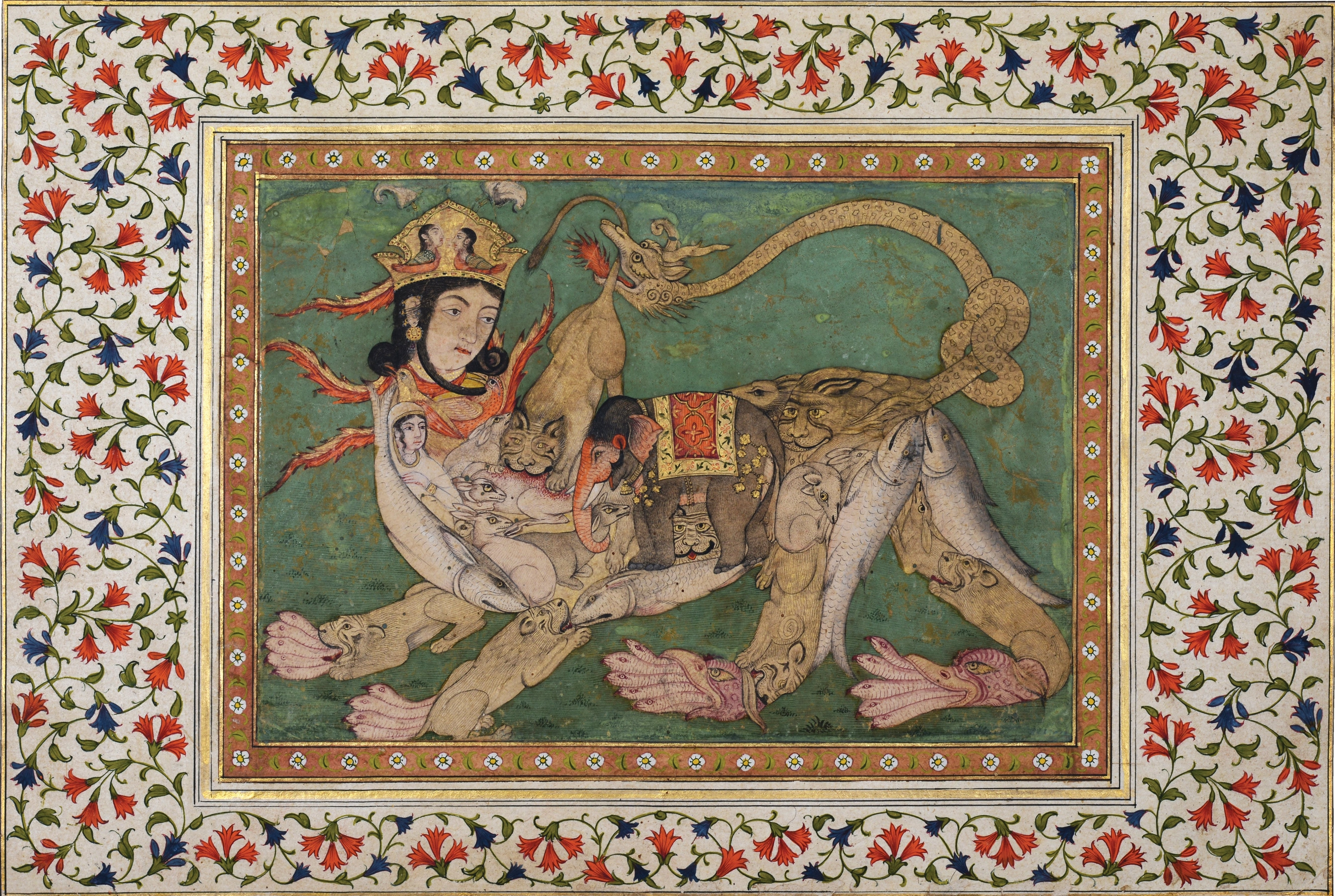
نقاشی بُراق که در موزه ملی دهلی نو نگهداری می‌شود، ترسیم در حیدرآباد، ح ۱۷۷۰–۷۵ میلادی.

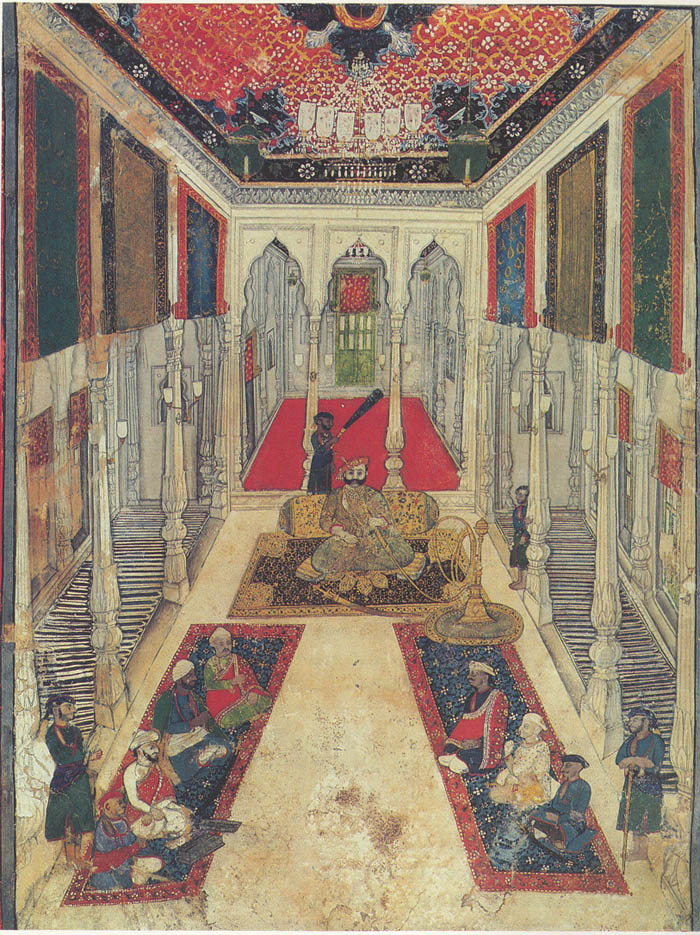
دربار مراتا ح. ۱۸۲۰

نقاشی دکن در منطقه دکن در مرکز هند توسط دودمان‌های مسلمان سلاطین دکن که پس از فروپاشی سلطنت بهمنی در سال ۱۵۲۰ میلادی پدید آمدند، رونق گرفت. دودمان‌های دکنی عادلشاهیان در بیجاپور و قطبشاهیان در گلکندا و نظامشاهیان در احمدنگار و بریدشاهیان در بیدار و عمادشاهیان در برار بودند. دوره اصلی این مکتب هنری بین اواخر قرن ۱۶ و اواسط ۱۷ میلادی بود، در اواسط قرن هجدهم بار دیگر این سبک به مرکزیت دربار حیدرآباد احیا شد.
در مقایسه با نقاشی‌های اولیه گورکانیان مغل، که معاصر با همین دکنی‌ها در شمال هند به کار خود ادامه می‌دادند، نقاشی دکن از نظر «درخشندگی رنگ، پیچیدگی و ترکیب‌بندی هنرمندانه، و فضای کلی تزئینات انحطاط‌پذیر» فراتر می‌رود. تفاوت‌های دیگری وجود دارد؛ مثلاً نقاشی چهره‌ها به اندازه قبل ماهرانه نیست و در نمای سه چهارم است و دیگر مانند گورکانیان نیم‌رخ نیست. همچنین «زنان بلندقد با سرهای کوچک» که ساری می‌پوشند، در این تصاویر فراوان هستند. پرتره‌های سلطنتی زیادی وجود دارد، اگرچه آنها فاقد تشابه دقیق به سبک گورکانی‌اند. ساختمان‌ها به شکل پس‌زمینه‌هایی بدون عمق و مسطح به تصویر کشیده شدند.
به نظر می‌رسد نقاشی‌های راگامالا یک نوآوری بزرگ در نگارگری دکن بوده؛ در این سبک اشکال مختلف موسیقی راگا را به تصویر می‌کشیدند. در کنار پرتره‌ها و تصویرسازی‌های معمول آثار ادبی، گاهی تواریخ‌های مصور مانند توزک آصفیه نیز وجود دارد. یک تخصص دیگر نقاشان دکن ترسیم حیوانات ترکیبی بود، به شکلی که درون حیوانی بزرگ، چندین جانور کوچکتر کشیده می‌شد. گاه این نوع تصاویر به صورت حکاکی روی عاج هم رسم می‌شد.

#### نقاشی راجپوت

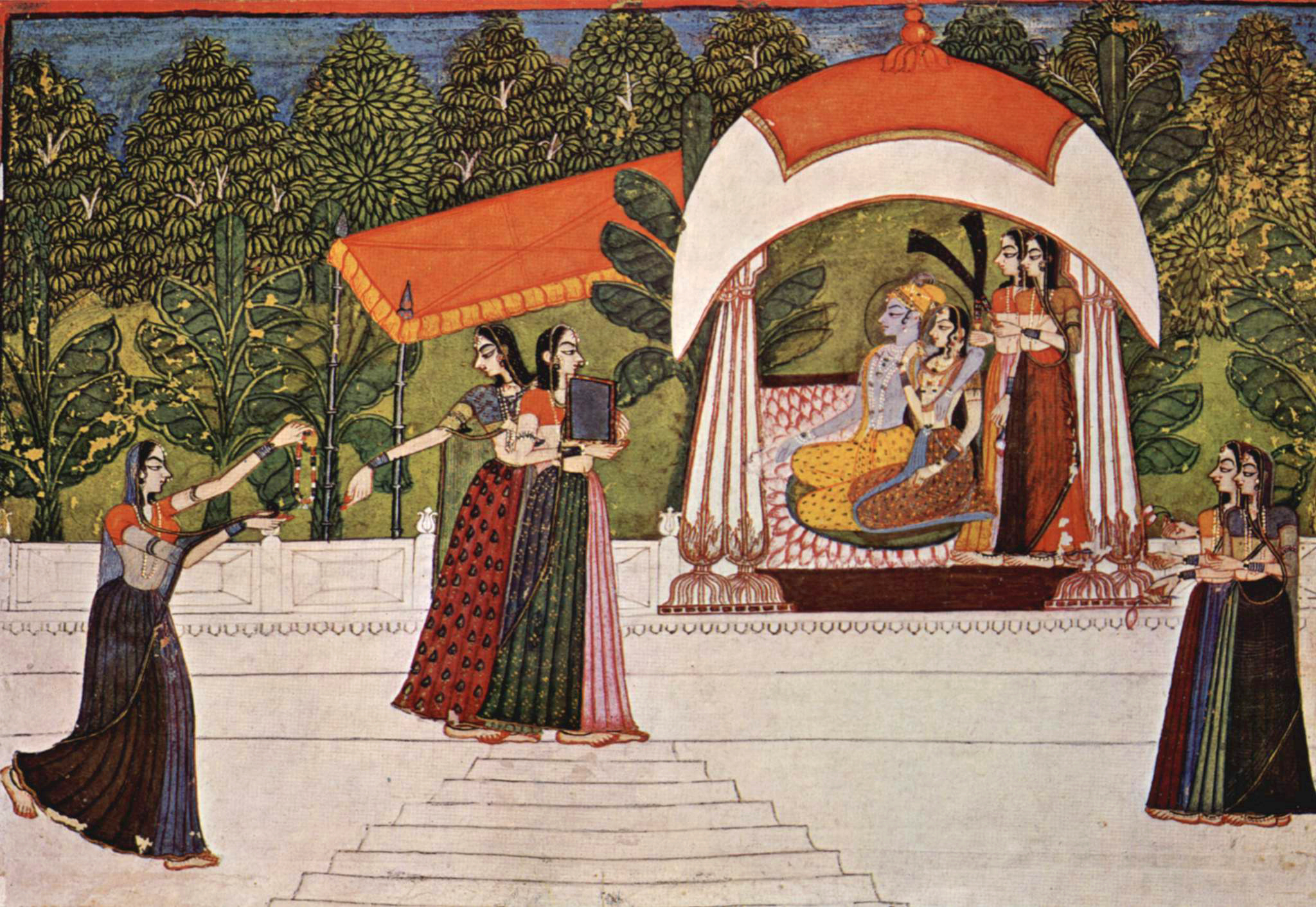
نقاشی راجپوت قرن هجدهم توسط هنرمند نهالچند

مکاتب اولیه موار و مالوا، در غرب هند، در این دوره توسعه یافتند. این دو، از نظر سبکی مشابه بودند و به سبک تصویرسازی در متون قرن ۱۴ تا ۱۵ گجرات ارتباط داشتند. چشمان درشت مشابه، هیکل‌های سفت، باسن و سینه‌های بیرون زده یکی از ویژگی‌های پیوند دهنده این سبک نگاره‌ها بود. گروه نقاشی‌های کُلَه‌دار یکی از بهترین آثار متعلق به مکتب غرب هند در این دوران است. این نقاشی‌های گروهی که در اوایل قرن شانزدهم کشیده شد، با مردانی مشخص می‌شد که کلاه مخروطی بر سر داشتند که روی آن عمامه می‌گذاشتند. گروه نقاشی‌های کله‌دار شامل چاوراپانچاسیکا – «پنجاه آیه دزد» اثر بیلهان، گیتا گوویندا، باگاواتا پورانا و راگامالا بود.
میانه تا اواخر قرن شانزدهم، تحت تأثیر فتوحات اسلامی و نفوذ آسیای مرکزی، بازنمایی هنری در هند آغاز شد. استفاده از ورق طلا و آبی فیروزه‌ای برگرفته از لاجورد وارداتی نیشابور، دو تأثیر ایرانی در نقاشی هندی بود که طرفدار داشت. نسخه‌های خطی لاور چاندا در موزه ملی نمونه‌ای از این تأثیر است.
چندین سبک مختلف از نقاشی راجپوت از اواخر قرن شانزدهم بدین سو، در دربار هندو مذهب راجپوتانا توسعه یافتند. هر پادشاهی راجپوت سبکی متمایز، اما با ویژگی‌های مشترک را تکامل داد. نقاشی‌های راجپوت تعدادی از موضوعات و رویدادهای حماسی مانند رامایانا و مهابهاراتا، زندگی کریشنا، مناظر زیبا و انسان‌ها را به تصویر می‌کشند. بسیاری از مینیاتورها در واقع صفحاتی از گلشن‌ها (آلبوم‌های نقاشی) بودند، اما کتاب‌های مصور نیز وجود داشتند و در همان زمان نقاشی‌های دیواری روی دیوارهای کاخ‌ها، قلعه‌ها و حویلی‌ها وجود داشت. این امر به ویژه در منطقه شخاواتی مرسوم بود زیرا بازرگانان مرواری که عمدتاً در شهرهای بزرگ فعال بودند، برای رنگ‌آمیزی نمای بیرونی خانه‌هایشان رقابت می‌کردند.
نقاشی راجپوت از چهار گروه اصلی تشکیل شده‌است:
1. مکتب مِوار که شامل سبک‌های نقاشی چاوند، ناثدورا، دوگاره، اودایپور و سوار است.
2. مکتب مَروار شامل سبک نقاشی کیشانگره، بیکانر از سبک‌های بیکانر، جودپور، ناگور، پالی و غانرائو است.
3. مکتب هادوتی با سبک‌های کوتا، بوندی و جالاوار و
4. مکتب دوندار کهربا، جیپور، نقاشی شخاواتی و سبک‌های نقاشی یونیارا.

نقاشی پاهاری شمالی‌ترین گسترش سبک راجپوت است، اما معمولاً به‌طور جداگانه مورد بررسی قرار می‌گیرد.

#### نقاشی پاهاری
سبک پاهاری که همچنین به عنوان سبک تپه‌های پنجاب شناخته می‌شود که در طول قرن‌های ۱۷ تا ۱۹ از جامو تا آلمورا و گرهوال در هیمالیای جنوبی از طریق هیماچال پرادش گسترش یافته و شکوفا شد. نقاشی‌های پاهاری را می‌توان به دو گروه تقسیم کرد: مدرسه جامو یا دوگرا. و مدرسه باشولی و کنگره. هر کدام از این ژانرها تغییرات شدیدی را در سبک خود ایجاد کردند، از نقاشی باسوهلی در جامو و کشمیر، تا نقاشی‌های ظریف و غنایی کانگرا، که مترادف با سبک قبل از توسعه سایر مکاتب نقاشی شدند.

#### نقاشی میسور
نقاشی میسور شکل مهمی از نقاشی کلاسیک جنوب هند است که در شهر میسور در کارناتاکا سرچشمه گرفته‌است. این نقاشی‌ها به خاطر ظرافت، رنگ‌های تیره و توجه به جزئیات معروف هستند. مضمون بیشتر این نقاشی‌ها خدایان و الهه‌های هندو و صحنه‌هایی از اساطیر هندو است. در دوران مدرن، این نقاشی‌ها به یک سوغات مورد توجه در جشن‌های جنوب هند تبدیل شده‌اند.

#### نقاشی تنجور

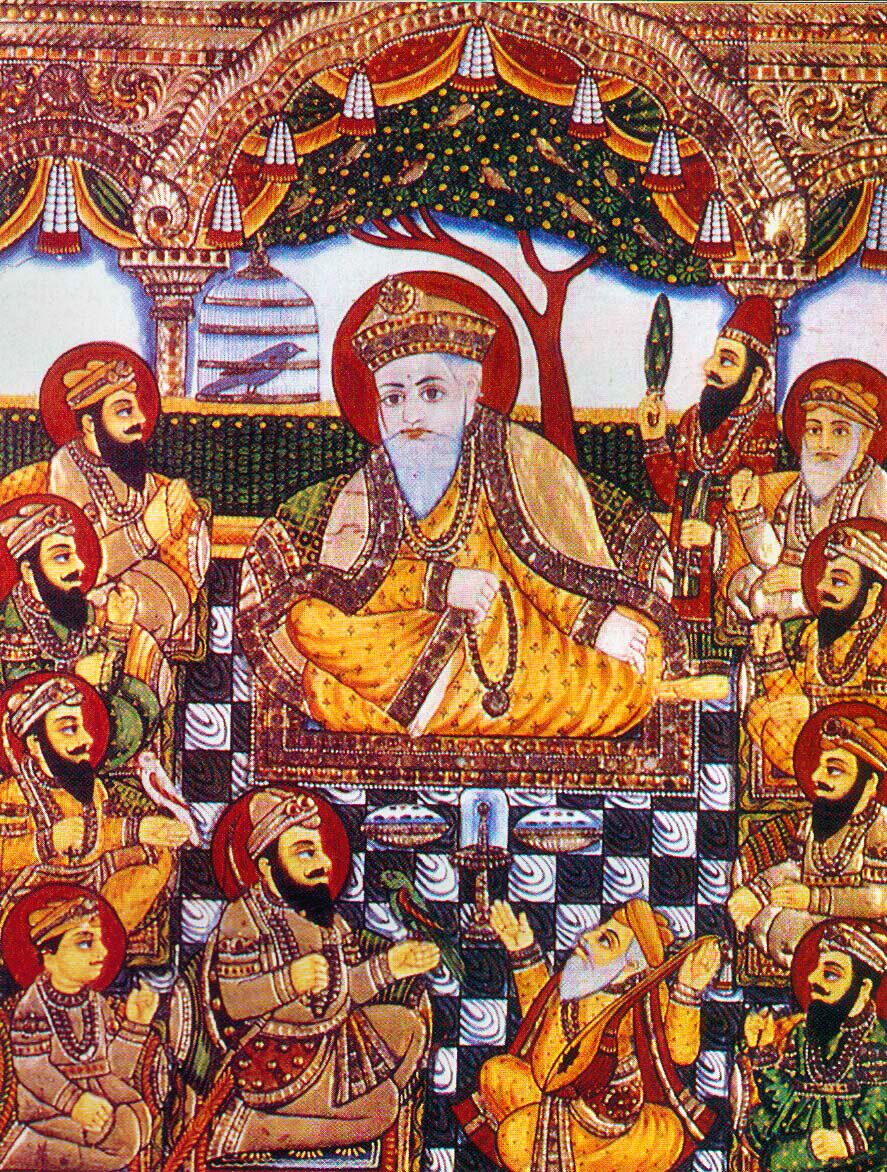
نقاشی سبک تنجور که ده گورو سیک را با بهای بالا و بهای مردانه به تصویر می‌کشد.

نقاشی تَنجور شکل مهمی از نقاشی کلاسیک جنوب هند و بومی شهر تنجور در تامیل نادو است. شکل هنری این سبک به اوایل قرن نهم بازمی‌گردد، دوره ای که تحت سلطه حاکمان چولا هنر و ادبیات منطقه برانگیخته شد. این نقاشی‌ها به دلیل ظرافت، رنگ‌های غنی و توجه به جزئیات معروف هستند. مضمون بیشتر این نقاشی‌ها خدایان و الهه‌های هندو و صحنه‌هایی از اساطیر هندو است. در دوران مدرن، این نقاشی‌ها به یک سوغات مورد توجه در جشن‌های جنوب هند تبدیل شده‌اند.

#### پاتاچیترا
پاتاچیترا به نقاشی کلاسیک اودیشا و بنگال غربی، در منطقه شرقی هند اشاره دارد. پاتا در زبان سانسکریت به معنای «واسترا» یا «لباس» و «چیترا» به معنای نقاشی است.
پاتاچیترای بنگال به نقاشی بنگال غربی اشاره دارد. این میراث سنتی و اساطیریِ بنگال غربی است. پاتاچیترای بنگال به جنبه‌های مختلفی مانند دورگا پات، چالچیترا، پاتاچیترا قبیله‌ای، مدینی‌پور پاتاچیترا، کالیغات پاتاچیترا و غیره تقسیم می‌شود موضوع کتاب پاتاچیترای بنگال بیشتر داستان‌های اسطوره ای، مذهبی، افسانه‌های عامیانه و اجتماعی است. آخرین سنت پاتاچیترای بنگال توسط جامینی رای توسعه یافته‌است. هنرمند پاتاچیترای بنگال پاتوآ نام دارد.

### دوره استعمار بریتانیا

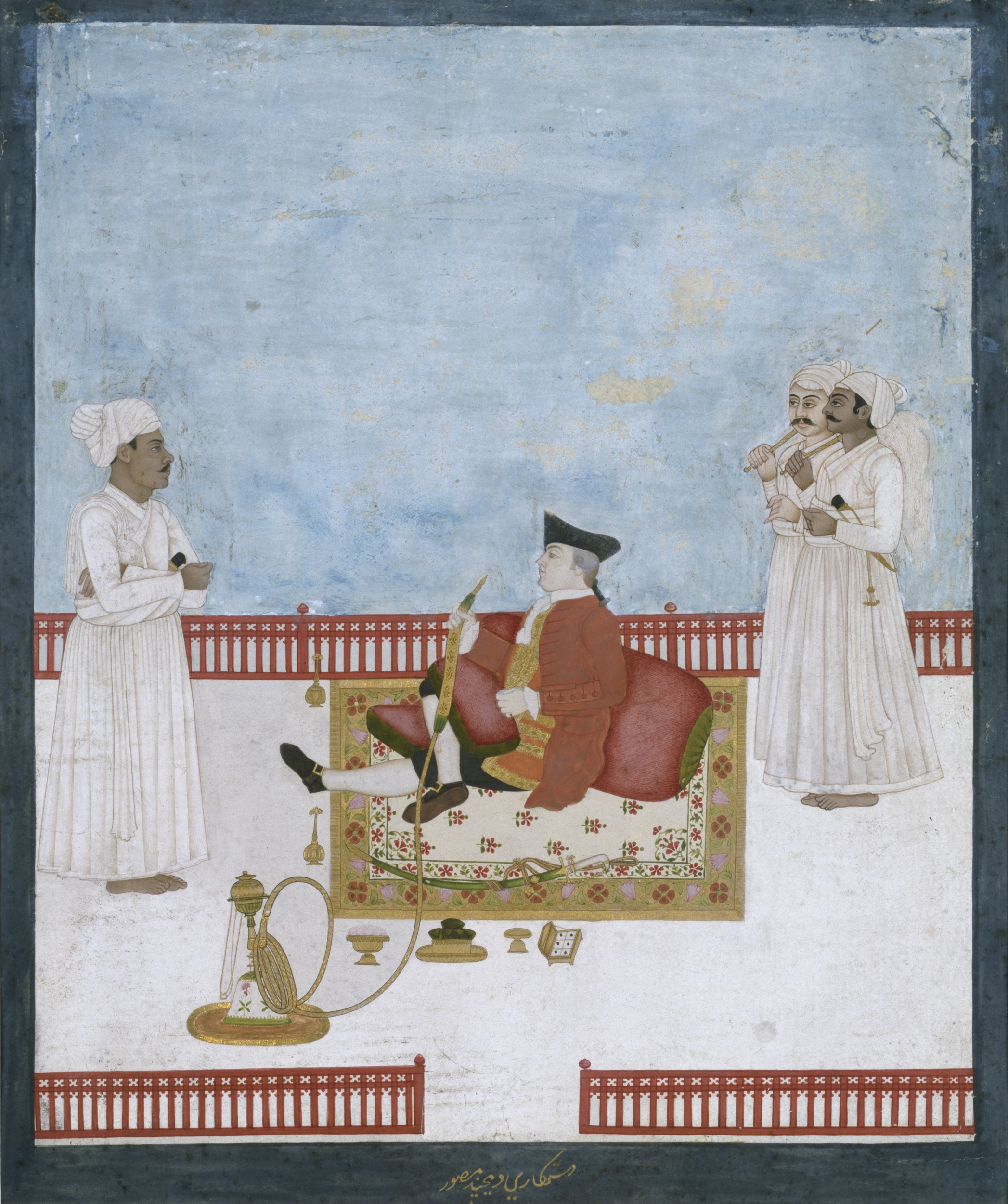
یک نقاشی کمپانی اثر دیپ چاند که یکی از مقامات کمپانی هند شرقی را به تصویر می‌کشد.

#### سبک کمپانی
با شروع حکومت کمپانی در هند در قرن ۱۸، تعداد زیادی از اروپایی‌ها به هند مهاجرت کردند. سبک کمپانی اصطلاحی است برای یک سبک هندواروپایی ترکیبی از نقاشی‌های خلق شده در هند که هنرمندان هندی و اروپایی می‌کشیدند و اکثراً برای مشتریان اروپایی در شرکت هند شرقی بریتانیا یا سایر شرکت‌های خارجی در قرن ۱۸ و ۱۹ کار می‌کردند. این سبک عناصر سنتی راجپوت و نقاشی گورکانی را با رویکرد غربی تر پرسپکتیو، حجم و رکود ترکیب کرد.

#### نقاشی هندی مدرن اولیه

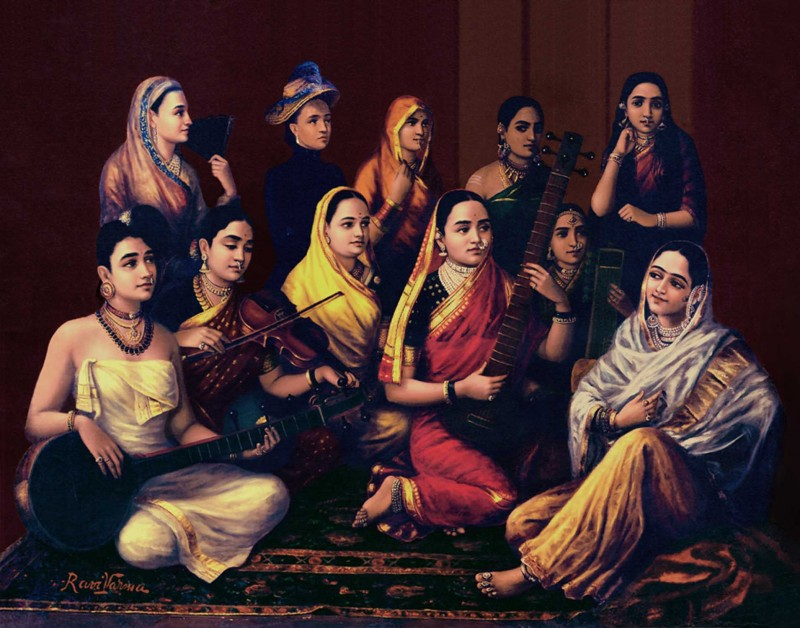
کهکشان نوازندگان اثر راجا راوی ورما، رنگ روغن روی بوم.

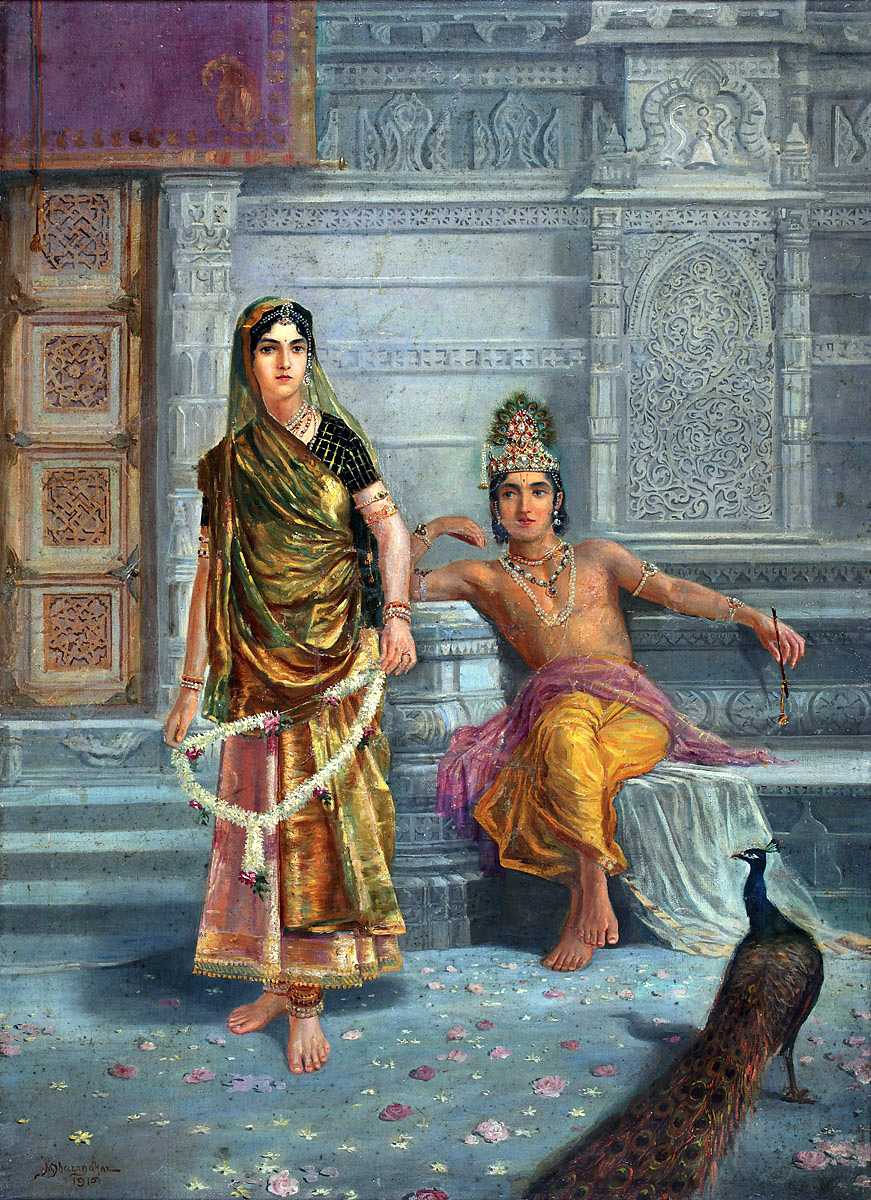
رادا و کریشنا اثر MV Dhurandhar، رنگ روغن روی بوم.

در آغاز قرن هجدهم، نقاشی رنگ روغن و سه‌پایه در هند آغاز شد، که بسیاری از هنرمندان اروپایی مانند زوفانی، کتل، هاجز، توماس و ویلیام دانیل، جاشوا رینولدز ، امیلی ادن و جورج چینری را دید که در جستجوی شهرت و ثروت به هند آمدند. این نقاشان با هدف بهره‌مندی از حمایت‌های دولتی که در مستعمره هند ارائه می‌شد، به این منطقه آمدند و سبک خود را بدین طریق به نقاشان بومی منتقل کردند. با این حال آنها آموزش را مستقیم ارائه نکردند.
اولین مدارس هنری رسمی در هند، یعنی کالج دولتی هنرهای زیبا در مدرس (۱۸۵۰)، دانشکده دولتی هنر و صنایع دستی در کلکته (۱۸۵۴) و مدرسه هنر سر جی جی در بمبئی (۱۸۵۷) تأسیس شدند.
راجا راوی وارما از پیشگامان نقاشی مدرن هند بود. او از سنت‌ها و تکنیک‌های غربی از جمله رنگ‌روغن و نقاشی سه‌لتی استفاده می‌کرد و موضوعاتش کاملاً هندی بودند، مانند خدایان هندو و قسمت‌هایی از حماسه‌ها و پوراناها.

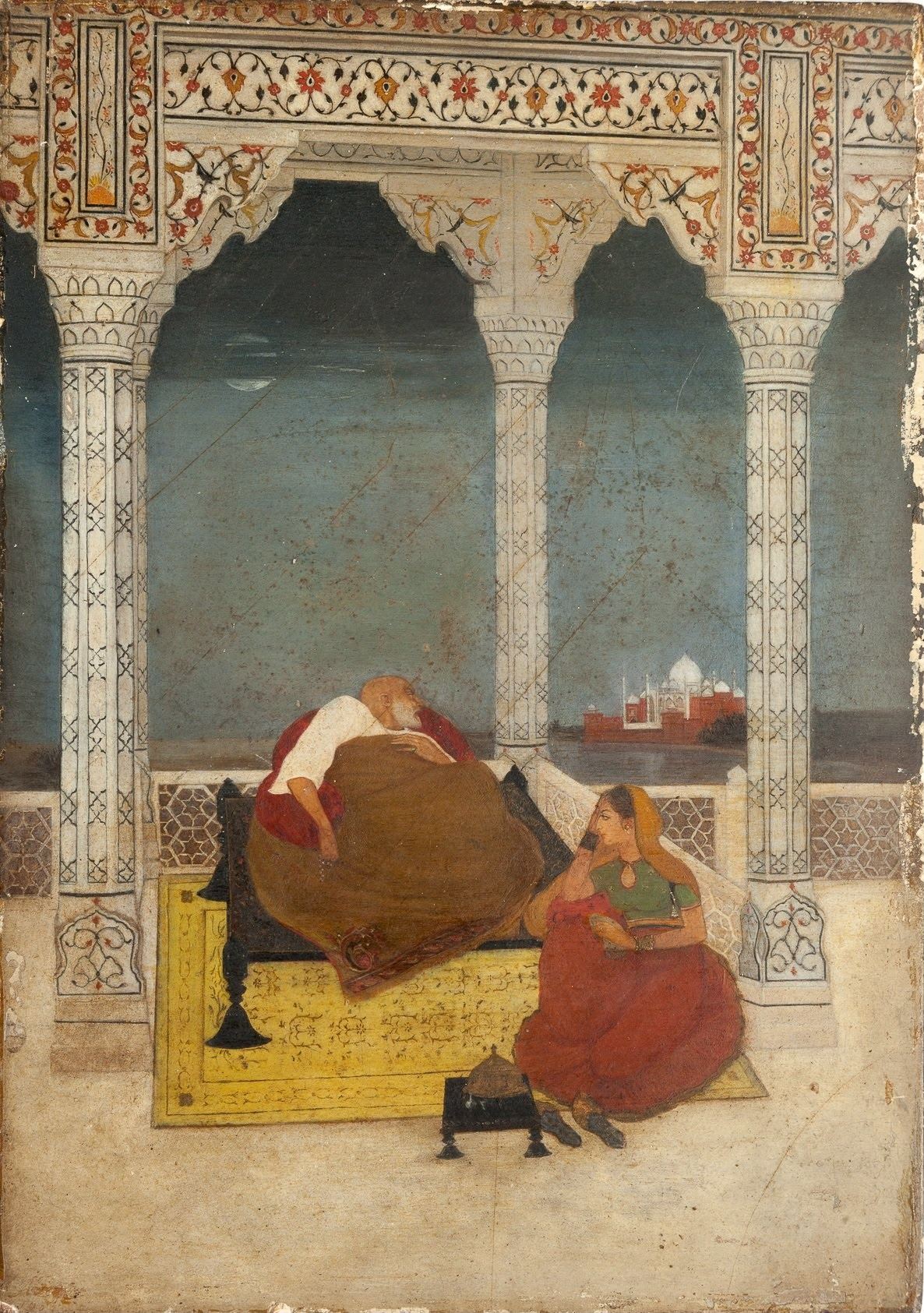
درگذشت شاه جهان اثر آباندرانات تاگور.

به گفته سیوا کومار، در قرن نوزدهم سبک‌های غرب‌زده جای خود را به غرب‌زدایی دادند زیرا جامعه دیگر خواهان غربی شدن نبود و به استقلال می‌اندیشید. در عمل، این امر منجر به گسترش «عناصر مختلف آسیایی» شد و کاری بیش از احیای روش قدیمی انجام داد. هنرمند برجسته آن زمان، آباندرانات تاگور (۱۸۷۱–۱۹۵۱)، هم از رئالیسم تحت تأثیر غرب و هم از عناصر آسیایی استفاده کرده که او را به مدرنیسم اولیه نزدیک کرد.
واکنش به نفوذ غرب منجر به احیای هنر تاریخی و ملی گرایانه هند شد که به عنوان مکتب هنر بنگال نامیده می‌شود، که از میراث فرهنگی غنی هند نشات می‌گرفت.

#### مکتب بنگال
مدرسه هنر بنگال یک سبک هنری تأثیرگذار ارائه کرد که در هند دوران راج بریتانیا در اوایل قرن بیستم شکوفا شد. این سبک همگام با ناسیونالیسم هند بود لیکن توسط بسیاری از مدیران هنری بریتانیایی ترویج و حمایت شد.
مکتب بنگال به‌عنوان یک جنبش آوانگارد و ناسیونالیستی به وجود آمد که در برابر سبک‌های هنری آکادمیک که قبلاً در هند ترویج می‌شدند. به دنبال نفوذ گسترده افکار معنوی هند در غرب، معلم هنر بریتانیایی ارنست بینفیلد هاول تلاش کرد تا با تشویق دانش آموزان به تقلید از مینیاتورهای گورکانی، روش تدریس در مدرسه هنر کلکته را اصلاح کند. این امر باعث جنجال گسترده‌ای شد و منجر به اعتصاب دانشجویان و شکایت مطبوعات محلی، از جمله ملی‌گرایان شد که آن را یک حرکت واپس‌گرایانه می‌دانستند. این هنگام آبانیندرانات تاگور که برادرزاده رابیندرانات تاگور معروف بود، از هاول حمایت کرد. تاگور جوان تعدادی از آثار متأثر از هنر گورکانی را نقاشی کرد، سبکی که او و هاول معتقد بودند، برخلاف «ماتریالیسم» غرب، بیانگر خصوصیات معنوی متمایز هند است. شناخته‌شده‌ترین نقاشی او، بهارات ماتا (مادر هند)، زنی جوان را به تصویر می‌کشد که با چهار بازو به شیوه خدایان هندو به تصویر کشیده شده و اشیایی که نماد آرمان‌های ملی هند هستند را در دست دارد.
تاگور بعدها تلاش کرد تا به عنوان بخشی از آرزوی ساختن یک مدل پان آسیایی از هنر، پیوندهایی با هنرمندان خاور دور ایجاد کند. این روش پیروانی در میان نقاشان معاصرش یافت.
تأثیر مکتب بنگال بر صحنه هنر هند به تدریج با گسترش اندیشه‌های مدرنیستی پس از استقلال کاهش یافت.